# گمینا پژلویتسه
گمینا پژلویتسه (به لهستانی:  Gmina Przelewice) یک گمینا در لهستان است که در شهرستان پژتسه واقع شده‌است. گمینا پژلویتسه ۱۶۲٫۲۰ کیلومتر مربع مساحت و ۵٬۲۵۴ نفر جمعیت دارد.